# Trochères
Trochères település Franciaországban, Côte-d’Or megyében. Lakosainak száma 167 fő (2022. január 1.). Trochères Cuiserey, Étevaux, Belleneuve, Binges és Marandeuil községekkel határos.

## Népesség
A település népessége az elmúlt években az alábbi módon változott:
| Lakosok száma | 101  | 129  | 118  | 165  | 166  | 165  | 169  | 170  | 169  | 167  |
|               | 1968 | 1982 | 1990 | 2006 | 2013 | 2015 | 2017 | 2019 | 2020 | 2022 |